# Marina Iwanowna Stepanowa
Marina Iwanowna Stepanowa, geb. Makejewa (russisch Марина Ивановна Степанова-Макеева; * 1. Mai 1950 in Myaglovo, Oblast Leningrad) ist eine ehemalige russische Leichtathletin, die für die Sowjetunion antrat. Bei einer Körpergröße von 1,67 m betrug ihr Wettkampfgewicht 60 kg.
Marina Stepanowa verbesserte dreimal den Weltrekord im 400-Meter-Hürdenlauf. Bei ihrem letzten Weltrekord war sie 36 Jahre und 139 Tage alt und damit die bis dahin älteste Weltrekordlerin in der Geschichte der Leichtathletik.
Unter ihrem Geburtsnamen Makejewa nahm die Sportlehrerin an den Europameisterschaften 1978 in Prag teil. Als Sechste im Halbfinale mit 57,89 Sekunden konnte sie sich nicht für das Finale qualifizieren. Am 27. Juli 1979 wurde sie in Moskau sowjetische Meisterin und stellte dabei mit 54,78 Sekunden einen neuen Weltrekord auf. Danach heiratete sie und im Dezember 1981 wurde ihre Tochter Marina geboren. 
1984 wurde sie bei den sowjetischen Meisterschaften Zweite in 55,28 Sekunden. 1985 gewann sie nach 1979 zum zweiten Mal den sowjetischen Meistertitel, diesmal in 54,37 Sekunden. 1986 wurde sie in 53,84 Sekunden erneut Meisterin. Bei den Europameisterschaften 1986 in Stuttgart gewann sie ihren Vorlauf in 54,68 Sekunden, im Halbfinale stellte sie einen neuen Meisterschaftsrekord mit 53,83 Sekunden auf. Im Finale am 30. August 1986 lief sie mit 53,32 Sekunden neuen Weltrekord und gewann den Titel vor der bisherigen Weltrekordlerin Sabine Busch aus der DDR, die in 53,60 Sekunden auch nur 5 Hundertstelsekunden über ihrem bisherigen Weltrekord blieb. Am 17. September lief Marina Stepanowa als Gast im Halbfinale bei der Spartakiade der unter 23-Jährigen in Taschkent mit und verbesserte ihren Weltrekord auf 52,94 Sekunden. 
Erst 1993 konnte die Britin Sally Gunnell den Weltrekord von Marina Stepanowa unterbieten.  

## Bestleistungen
- 200 Meter: 23,55 Sekunden (1986)
- 400 Meter: 51,25 Sekunden (1980)
- 400 Meter Hürden: 52,94 Sekunden (1986)
- 800 Meter: 1:59,8 Minuten (1980)

| Personendaten    | Personendaten                                       |
| ---------------- | --------------------------------------------------- |
| NAME             | Stepanowa, Marina Iwanowna                          |
| ALTERNATIVNAMEN  | Makejewa, Marina; Марина Ивановна Степанова-Макеева |
| KURZBESCHREIBUNG | sowjetische Leichtathletin                          |
| GEBURTSDATUM     | 1. Mai 1950                                         |
| GEBURTSORT       | Myaglovo                                            |